# Landbund
Landbund (en idioma alemán, Liga rural) fue un partido político austríaco agrícola fundado en 1919 con el nombre de Partido de los Campesinos Alemanes (Deutsche Bauernpartei), que representaba a algunos campesinos de Estiria, Carintia y la Alta Austria. Reclamaba la unión entre Austria y Alemania (Anschluss) y se oponía al marxismo, al austrofascismo y a la Heimwehr.

## Fundación  y limitado apoyo electoral
En 1923, se fundó la  Landbund für Österreich (Asociación Estatal para Austria) con el propósito de formar un partido nacional campesino anticlerical, unión de las diversas organizaciones con estas características que existían en diversas provincias austriacas, principalmente las orientales. Sus principales centros eran Estiria y, sobre todo, Carintia, donde el anticlericalismo de parte del campesinado —que datada de tiempos de la Contrarreforma— y el nacionalismo alemán —era una zona de cultura mixta, con numerosa población eslovena— favorecía a la Landbund frente a sus rivales socialcristianos. Poco cohesionado, el nuevo partido en realidad era poco más que una alianza de las formaciones provinciales. En las elecciones de 1923, el partido logró únicamente cinco diputados.
Para mejorar su apoyo electoral, la Landbund celebró un congreso en Klagenfurt en febrero de 1925. El objetivo era mejorar la organización y perfilar el programa político. El presidente del partido, Vinzenz Schumy, logró aprobar un programa menos anticlerical —para atraer a los votantes socialcristianos— que incluía el deseo de unión con Alemania, el antisemitismo y la defensa de los intereses campesinos. Relativamente democrática en su organización, la Landbund sufrió continuas crisis de dirección por las rencillas de sus jefes, en algunos casos de origen no campesino.

## Partido de los gabinetes de coalición
Gracias a los pactos con los socialcristianos y pangermanos, Schumy logró que se le nombrase gobernador de Carintia en 1923. La conveniencia de coligarse con estos otros partidos, empero, no la compartía toda la formación. Así, se presentó por separado a las elecciones de 1927, en las que aumentó notablemente su apoyo y obtuvo el doble de diputados que en las de 1923. Nuevamente, su fuerza se concentraba en las provincias orientales: en Estiria consiguió cuatro escaños; en Carintia, tres; y en la Alta Austria, dos. Esta mejora de la situación permitió a la Landbund ingresar en los Gobiernos de coalición formados después de las votaciones y permanecer en ellos hasta 1933; miembros del partido fungieron generalmente como vicecancilleres y el ministros del Interior. El primero que actuó como tal, en el gabinete del socialcristiano Ignaz Seipel, fue Karl Hartleb. La dependencia de los socialcristianos permitió a la Landbund imponer ciertas medidas, a pesar de la debilidad interna del partido y de su escasa representación parlamentaria. Desde 1930 se alió con el Partido Popular de la Gran Alemania (Großdeutsche Volkspartei) para crear una lista común electoral denominada Nationaler Wirtschaftsblock (Bloque Económico Nacional), que fue disuelta en 1934. Esta coalición obtuvo malos resultados en 1930: perdió dos de los diputados de los que la Landbund contaba hasta entonces.

## Tensión con la Heimwehr
El partido abandonó el Gobierno cuando se acentuó la transformación autoritaria del canciller Engelbert Dollfuss en 1934. A pesar de antisemitismo y corporativismo del programa de la Liga, sus dirigentes habían mantenido en la práctica una actitud política moderada y habían defendido el sistema democrático implantado tras la Primera Guerra Mundial. Así, mientras que los socialcristianos se aliaron con la Heimwehr para acabar con este, la Landbund se convirtió en una acerba crítica de esta formación paramilitar derechista. Los dirigentes de la Landbund rechazaron el corporativismo fascista y dictatorial defendido por la Heimwehr. El crecimiento de los nacionalsocialistas y la radicalización de la Heimwehr minaron el apoyo electoral de la Landbund. En 1930, el partido creó su propia organización paramilitar, que debía defender la Constitución y el sistema democrático austriaco. Esta maniobra no logró frenar la pérdida de apoyos, favorecida por la moderación política y económica de la dirección del partido, que disgustaba a algunos de sus seguidores. Tras el anuncio de Dollfuss de la abolición de los partidos políticos y su sustitución por uno único, el Frente Patriótico, el 11 de septiembre de 1933, el jefe del partido, Franz Winkler, hasta entonces vicecanciller con tensas relaciones con sus socios de gobierno de la Heimwehr y muy crítico con esta medida, abandonó el Ejecutivo junto con sus correligionarios el 21 del mismo mes.

## Crisis y disolución
El apartamiento del poder, junto con otros factores como las rencillas entre Winkler y Schumy y las diferencias entre filonazis y antinazis acabó por desbaratar el partido en 1934. En febrero de ese año la Landbund perdió el gobierno de Carintia, que había logrado con respaldo de los socialistas: el gobernador se afilió entonces al partido nacionalsocialista austriaco, como muchos de sus seguidores. Ante la pérdida de seguidores, la formación se disolvió oficialmente el 18 de mayo. Una parte acabó, como el propio Winkler, ingresando en el partido nacionalsocialista austriaco, mientras que otros, como los seguidores de Schumy, se unieron al Frente Patrótico.

## Miembros destacados del partido
- Karl Hartleb (vicecanciller 1927-1930).
- Vincenz Schumy (gobernador de Carintia 1923-1927): vicecanciller durante cinco meses en 1929.[8] Ministro del Interior de mayo de 1933 a septiembre de 1933.[8] Presidió el partido entre 1924 y 1931, cuando le sucedió su rival Winkler.[8]
- Franz Winkler (vicecanciller 1932-1933): ministro del Interior de diciembre de 1930 a mayo de 1932.[8] Vicecanciller de enero de 1932 a septiembre de 1933.[8] Presidente del partido desde 1931 hasta la disolución de la formación en 1934.[8]

## Legado
Después de la Segunda Guerra Mundial, cuando se formó el Gobierno provisional de Austria en 1945, la Landbund aportó un ministro al gabinete. Aun así, el grupo no fue refundado en la Segunda República. La mayoría de los antiguos partidarios de la Landbund, que se oponían al socialismo y al catolicismo del Partido Socialcristiano durante la Primera República y del Partido Popular de Austria durante la Segunda República, se integraron en la Verband der Unabhängig y posteriormente en el Partido de la Libertad de Austria, que está fuertemente arraigado en la mayoría de las mismas áreas donde la Landbund había sido una importante fuerza política durante el periodo de entreguerras.

## Resultados electorales
| Año  | Votos   | %    | Resultado | +/- | Gobierno                            |
| ---- | ------- | ---- | --------- | --- | ----------------------------------- |
| 1920 | 124.114 | 4,16 | 7/183     |     | Oposición                           |
| 1923 | 99.583  | 3,00 | 5/165     | 2   | Oposición                           |
| 1927 | 230.157 | 6,32 | 9/165     | 4   | Coalición con CS y GDVP (1927-1929) |
| 1927 | 230.157 | 6,32 | 9/165     | 4   | Oposición (1929-1930)               |
| 1930 | 43.689  | 1,18 | 0/165     | 9   | Extraparlamentario                  |